# Chalceidae
Famille
Les Chalceidae forment une famille de poissons d'eau douce appartenant à l'ordre des Characiformes.

## Liste des genres
Selon FishBase (04 juin 2015):
- Aucun genre.

### Note
- genre Chalceus Cuvier, 1818 aujourd'hui en incertae sedis dans la famille des Characidae.